# Baryton (voix)
Pour les articles homonymes, voir baryton.
 (mars 2016).
Si vous disposez d'ouvrages ou d'articles de référence ou si vous connaissez des sites web de qualité traitant du thème abordé ici, merci de compléter l'article en donnant les références utiles à sa vérifiabilité et en les liant à la section « Notes et références ».

Tessiture courante d'une voix de baryton.

Dans la musique occidentale, un baryton est un chanteur dont la voix possède une tessiture moyenne, entre les ténors et les basses. Dérivé du grec barytonos (« dont la voix a un ton grave »), le terme est souvent employé pour désigner une voix soliste, mais peut également être employé au sein d'un pupitre de chœur.

## Voix soliste
Lorsque le mot baryton désigne une voix de soliste, il désigne le type de voix masculine dont la tessiture est à mi-chemin entre celles du ténor et de la basse. Elle est la tessiture de voix masculine la plus répandue.
Le terme n'est apparu qu'à la fin du XVIIIe siècle pour qualifier une catégorie vocale. Antérieurement, ce type de voix était appelé « concordant » ou « basse-taille ». Le terme de baryténor est parfois utilisé pour désigner un baryton aigu ou un ténor au registre grave.
Il existe plusieurs catégories de barytons qui diffèrent par le caractère des personnages qu'ils interprètent, la vaillance de la voix et la richesse du timbre, la constante restant la tessiture, qui s'étend le plus souvent du sol1 au sol3. Les barytons à la voix la moins étendue sont les barytons, barytons lyriques et barytons légers. Ils font partie des barytons les plus répandus.

### Baryton léger
Le baryton léger ou baryton Martin (parfois appelé "baryton comme la lumière") possède la tessiture la plus élevée, souvent la plus claire (tel Jean-Blaise Martin, chanteur français du XVIIIe siècle ayant donné son nom à la catégorie), la plus agile, mais aussi la moins large dramatiquement de toute la famille des barytons. Le volume de la voix est relativement plus faible que d'autres tessitures de barytons. 
Quelques rôles de barytons légers (tessiture : si1 -la3) :
- Orfeo dans L'Orfeo (Claudio Monteverdi)
- Énée dans  Didon et Enée (Henry Purcell) ;
- Pelléas dans Pelléas et Mélisande (Claude Debussy)
- L'Horloge comtoise dans L'Enfant et les Sortilèges (Maurice Ravel)
- Ramiro dans L'Heure espagnole (Maurice Ravel)…

Exemples de barytons légers : Camille Maurane, Jacques Jansen, Pierre Bernac dans les nombreuses mélodies de Francis Poulenc comme dans le cycle Tel jour, telle nuit.

### Baryton lyrique
Il s'agit de voix relativement claires et puissantes. 
Quelques rôles de barytons lyriques (tessiture : la1 - sol3) :
- le comte Almaviva dans Le Mariage de Figaro (Wolfgang Amadeus Mozart)
- Guglielmo dans Così fan tutte (Wolfgang Amadeus Mozart)
- Don Giovanni dans Don Giovanni (Wolfgang Amadeus Mozart)
- Papageno dans La Flûte enchantée (Wolfgang Amadeus Mozart)
- Dr Malatesta dans Don Pasquale (Gaetano Donizetti)
- Marcello dans La Bohème (Puccini)
- Figaro dans Le Barbier de Séville (Gioachino Rossini)
- Top dans The Tender Land (Aaron Copland)…

Exemples de barytons lyriques : Dietrich Fischer-Dieskau, Thomas Hampson, Gino Quilico, Jean-François Lapointe, Thomas Allen, Stéphane Degout, Jean-Vital Jammes dit Ismaël ; Michel Dens, baryton français, chanta aussi bien le rôle de Figaro du Barbier de Séville, que des rôles plus lyriques comme Hérode dans Hérodiade de Jules Massenet.

### Baryton
Il n'existe pas de terme particulier pour désigner le baryton « central », l'appellation « baryton de caractère » étant peu utilisée. Cette catégorie a toutefois grandement influencé Verdi (Don Carlo dans Ernani et La forza del destino, le comte de Luna dans Il trovatore) ou Wagner (Alberich, Amfortas, Gunther)[réf. nécessaire]. 

### Baryton dramatique
Le baryton dramatique possède une voix riche et un timbre plus sombre que le baryton lyrique. Cette catégorie correspond approximativement au Heldenbaritone dans le système allemand.
Quelques rôles de barytons dramatiques (tessiture sol1 - sol3) : 
- Jack Rance dans La Fanciulla Del West (Giacomo Puccini)
- Scarpia dans Tosca (Giacomo Puccini)
- Nabucco dans Nabucco (Giuseppe Verdi)
- Iago dans Otello (Giuseppe Verdi)
- Wotan dans Tétralogie (Richard Wagner)
- Escamillo dans Carmen (Georges Bizet)…

Le rôle d'Escamillo dans Carmen de Georges Bizet est typique d'une tessiture problématique tant pour les basses que les barytons en raison d'aigus vaillants et d'un bas-medium soutenu. José van Dam en fut un grand interprète. 

### Baryton Verdi
Le baryton Verdi est une variété du précédent, reconnaissable par sa vaillance. Comme son nom l'indique, il est particulièrement présent dans les opéras de Giuseppe Verdi. Il nécessite une aisance et une endurance dans le registre haut de la tessiture. 
Quelques rôles de barytons Verdi (tessiture : sol1 - si 3) : 
- Amonasro dans Aida
- Carlo dans Ernani
- il conte di Luna dans Il trovatore
- Don Carlo di Vargas dans La forza del destino
- Falstaff et Ford  dans Falstaff
- Germont dans La traviata
- Macbeth dans Macbeth
- Renato dans Un ballo in maschera
- Rigoletto dans Rigoletto
- Rodrigo dans Don Carlo
- Simon Boccanegra dans Simon Boccanegra…

Exemples de barytons Verdi : Ettore Bastianini, Piero Cappuccilli, Ludovic Tézier, Gabriel Bacquier, Giorgio Zancanaro, Tito Gobbi, Ingvar Wixell, Rolando Panerai, Paolo Gavanelli, Dmitri Hvorostovsky

### Baryton-basse
Le baryton-basse est un baryton spécifique à certains rôles d'opéra. Sa tessiture plus grave que celle du baryton mais plus large peut couvrir ceux d'une basse et d'un baryton habituels. Cet emploi est généralement associé à des personnages divins, puissants et/ou autoritaires. Il peut jouer les rôles de baryton ou de basse-bouffe dans certains opéra. 
Quelques rôles de barytons-basses (tessiture fa1-fa 3) : 
- Boris dans Boris Godounov de Modeste Moussorgski
- Oreste dans Elektra de Richard Strauss
- Golaud dans Pelléas et Mélisande (Claude Debussy)
- Méphistophélès dans Faust (Charles Gounod)
- Don Alfonso dans  Così fan tutte (Wolfgang Amadeus Mozart)
- Figaro dans Les Noces de Figaro (Wolfgang Amadeus Mozart)…

Exemples de barytons-basses : Walter Berry, qui a aussi bien interprété des rôles de baryton comme Kurwenal dans Tristan et Isolde, Klingsor dans Parsifal de Richard Wagner ou Don Pizarro dans Fidelio de Beethoven, que chanté le baron Ochs dans Le Chevalier à la rose de Richard Strauss et les arias pour basse de la Passion selon saint Matthieu de Bach. On peut également citer Hans Hotter et Theo Adam, dont les répertoires comprennent aussi bien Amfortas (baryton) que Gurnemanz (basse) de Parsifal. Plus récemment, Samuel Ramey s'est illustré dans les répertoires rossinien et haendelien qui présentent toutes les caractéristiques du baryton-basse.

## Pupitre dans un chœur
Dans un chœur ou une chorale, le terme « baryton » est parfois utilisé lorsque le pupitre des basses est divisé, pour désigner la partie aiguë, les voix les plus graves conservant l'appellation de « basses ». La terminologie la plus courante reste néanmoins, en cas de division, « premières basses » (ou basses 1) et « secondes basses » (ou basses 2). Le terme peut également être utilisé pour désigner l’ensemble des voix d’hommes, notamment dans le cas de morceaux à trois voix mixtes.